# 姚紹
姚 紹（よう しょう、生年不詳 - 417年）は、五胡十六国時代後秦の政治家・軍人。南安郡赤亭（現在の甘粛省定西市隴西県）の人。羌族の部族長の姚弋仲の子で、後秦の創建者の姚萇の異母弟である。後秦末期、政治・軍事両面で斜陽の国家を支え続けた。

## 生涯

### 姚泓即位前
後秦成立後、撫軍将軍・東平公に封じられた。
397年9月、武都郡に住む氐族の屠飛・啖鉄らが方山に拠って、後秦に背いた。後秦皇帝の姚興に命じられて諸将を率いて討伐に赴き、屠飛・啖鉄を討ち取った。
399年10月、後秦が洛陽を奪取すると、都督山東諸軍事・豫州牧として洛陽を鎮守した。
402年8月、北魏討伐に向かった援軍のため、洛東の衆を率いて、平望において後秦の姚興らの諸軍と合流した。後秦軍が敗れたため、姚興は戦わずに帰還した。
409年9月、東晋が南燕に攻め込んだため、姚興は援軍として衛将軍姚強に1万の兵を率いさせ、姚紹は南燕の臣の韓範と洛陽で合流して、南燕救援に向かった。しかし、夏天王の赫連勃勃が領内に侵攻したため、南燕への救援は取り止めとなった。
姚興の後継者争いでは、当初、大将軍姚弼に与していた。姚弼の比翼と言われるほど、有力な協力者であった。
414年、姚興は姚紹を遣わし、姚弼とともに禁衛諸軍を率いて嶺北を鎮撫させた。遼東侯・弥姐亭地は陰密の南部で衆を率いて、百姓から脅し取っていた。姚紹と姚弼は弥姐亭地を捕えて移送した。その配下7百余人を殺し、2千余戸を鄭城へ移した。
415年9月、姚弼は病気と称して、入朝せずに邸に兵を集めた。姚興はこれを聞くと激怒し、家臣らを召集して、密かに姚弼を捕らえようと謀った。このとき姚紹が兵を率いて雍城に駐屯しており、使者を遣わしてこれを告げたため、数日に渡って決行することがなかった。皇太子の姚泓が説得したため、姚興はこれを容れて姚弼らを許した。
416年2月、姚興が病床につくと、姚紹は右衛将軍胡翼度と共に禁中の兵を委ねられて宿衛した。やがて、姚弼側は宮中を攻撃したが、姚泓側が死守して勝利した。その後、姚興は姚紹らを召し入れ、遺詔により姚泓を補佐させることとした。

### 護国の鬼
姚興が亡くなり、姚泓が後継者となった。姚泓は姚紹に政治・軍事の両面を委ねた。この抜擢に感じ入った姚紹は、二心を抱くことなく、姚泓に忠誠を尽くした。
北地郡太守毛雍が趙氏塢に拠って叛いたため、これを討伐して毛雍を捕えた。その後、李潤を守っていた安定公姚宣も叛いた。姚宣は3万8千戸を連れて、南下して邢望へ移った。姚紹は進軍して破り、出頭した姚宣を殺害した。姚泓は姚宣説得のため、姚仏生を遣わしたが、姚宣側に寝返ったため、姚紹はその罪を責めて誅殺した。
姚泓が宮臣16人を5等子男に封じようとしたところ、撫軍将軍姚讃が「東宮の文武というものは守忠の誠があることが当然であるのに、功もないのにどうして封を受ける者が多いのでしょうか」と諌めた。姚泓が「爵を授けることで盛徳を明らかにするのだ。わたしは宮臣と憂いをともにしているというのに、その福を独り受けることを心中愧じるものなのだ」と答えた。姚紹が進み出て「陛下がこれに報いることをお忘れになっていないということは宜しいのですが、次の春を待ってから議することとすべきでしょう」と言ったので、姚泓はこの議をとりやめた。
6月、赫連勃勃が後秦領内に侵攻した。陰密・安定を抜いて、常安近郊まで攻め寄せた。姚紹は征虜将軍尹昭・鎮軍将軍姚洽ら、5万の兵を率い、征北将軍姚恢が精騎1万を率いて後続となった。赫連勃勃は安定に拠ろうとしたが、安定は後秦に降った。姚紹は赫連勃勃を追撃、馬鞍坂でこれを破り、朝那まで追跡したが及ばず帰還した。
9月、東晋軍が後秦領内に侵攻を開始した。姚紹は「安定は領内から遠く、すぐには救援に向かえません。諸軍を遷して京畿の軍を充実させるべきです。これで東晋、夏の侵攻に対応できます。でなくば、東晋が豫州、夏が安定を占拠したら、如何になさるおつもりですか。速やかに決断すべきです」と進言した。左僕射梁喜は「姚恢は勇にして威名があり、嶺北の者たちの憚るところとなっております。安定の人々は赫連勃勃とは深い仇敵となっていて死んでも叛くものではなく、赫連勃勃もこれを棄てて京畿へと侵攻することはできないでしょう。もし安定がなければ、必ずや京畿にまでやってまいります。関中の兵馬は東晋軍を防ぐに足りておりますのに、どうして自ら防衛拠点を棄てる必要がありましょうか」姚泓はこれに従った。
12月、征東司馬孫暢が、常安を襲って、姚紹を誅殺して姚泓を廃して自立するよう、征東将軍・姚懿に勧めた。姚懿はこれを容れ、姚泓に叛旗を翻す準備をした。姚泓はこれを聞くと姚紹らを召し、朝堂において密謀した。姚紹が「姚懿はもともと浅薄な性格で、人の言葉に影響され易く、この事をなさせたのは孫暢に他なりません。使者を遣わして孫暢を徴し、姚讃を遣わして陝に拠らせ、臣を潼関に遣わして、諸軍を指揮させてください。もし、孫暢が詔を奉じてやって来れば、臣は姚懿を連れて、河東の兵を率いてともに東晋軍を平定しましょう。反逆がすでに成っていれば、その罪を天下に明らかにしてこれを撃つことにいたします」と言った。姚泓はこの言葉を容れた。
姚懿は遂に挙兵して、帝位を僭称して檄を州郡に伝えた。河東の兵で姚懿のもとへ赴く者はなかった。姚紹が蒲津から渡り、蒲坂へ入って姚懿を捕えて幽閉し、孫暢らを誅殺した。
417年1月、姚泓は前殿において、内憂外患の状況内外から、群臣と朝会した際に涙を流し、群臣らも皆泣いた。姚恢が安定の3万8千戸を率い、北雍州から常安へと向かった。姚恢は大都督・建義大将軍と自称し、君側の患を除くとの檄を各州郡に伝えた。
姚泓は姚紹を召還した。軽騎を率いて迎撃に向かい、霊台において敵軍と対峙した。姚恢が姚紹に迫ると、姚讃が後方から急襲、姚恢軍を大破して姚恢及び3人の弟を殺害した。
東晋軍が潼関に迫るまで侵攻してきた。姚泓は姚紹を仮黄鉞・太宰・大将軍・大都督・中外諸軍事とし、改封して魯公とし、侍中・司隷校尉・宗正のこれまでの官職はそのままに、朝廷を総覧させ、決定させることとした。姚紹はこれを固辞したが、許されなかった。5万の兵を率いて、潼関に拠った。
3月、東晋軍が青泥にまで至ると、方陣をなしてこれを防いだ。冠軍将軍檀道済は守りを固めて戦わず、姚紹はこれを攻めたものの勝利できず、大軍を持って再度迫った。
檀道済が王敬・沈林子らを率いて、姚紹軍を迎撃すると、これに動揺して兵士が散じたため、定城へ退却した。姚紹は武衛将軍姚鸞に命じて、東晋軍の糧道を絶たせた。
姚紹が「檀道済らは死ぬ為にわざわざ遠路やって来たのであるが、その衆は多くはない。守りを固めているのは、援軍を待っているのであろう。軍を分けて糧道を絶てば、ひと月もせずして檀道済らの首を挙げることができよう。檀道済らを捕えてしまえば、裕の計は失敗するであろう」と諸将に向かって言った。しかし、輔国将軍胡翼度が「軍勢を分けるべきではありません。軍を分けると人心が動揺することとなります。このまま戦うべきです」と言うと、姚紹は思いとどまった。
沈林子が精鋭を選び、姚鸞軍に夜襲を仕掛けた。姚鸞は討死、軍は壊滅して死者は9千人に及んだ。姚紹は姚讃を遣わして、東晋軍の水上路を断った。沈林子の攻撃に姚讃は敗れて、定城に退却した。
4月、姚紹は左長史姚洽・寧朔将軍安鸞・護軍姚墨蠡・河東郡太守唐小方らに3千の兵を率いて、九原にて東晋軍の糧道を断つように命じた。姚洽は「今や兵も少なくなっており、しかも遠くとあれば、公の神武をもってしても及ばないのではないでしょうか」と危惧したが、姚紹は聞かなかった。沈林子が8千を率いて迎撃、姚洽は戦死、軍は壊滅した。
姚紹は姚洽らが敗れたと聞き、怒りのあまり病を発し、姚讃に後事を託すと吐血して亡くなった。

## 人物・逸話
- 姚紹が胡僧を召して、後秦の行く末について問うた。胡僧は材料を求めて直径一丈の大きな胡餅を作ると、その上に座り込み、まず西側の部分を食べると続いて北の部分を食べ、更に南の部分を食べてから残りを巻いて呑み込んでそのまま立ち去った。
- 姚紹が軍を率いて函谷関を攻めたとき、料理人が飯を炊いたところ、流れた蒸気が血に変じてひどく生臭くなった。姚紹はこれを知ると、ひどく不快がって、以降は飯を炊くのをやめさせ、味方のお軍から飯を分けてもらうようにした。その後、80日して姚紹は病死したという。
- 敵軍から「姚紹の気は関右を蓋う」と恐れられた。
- 南燕の慕容超は、後秦国内で拘束されることを恐れ、奇矯な振る舞いで世間の目を欺いた。人々は馬鹿にしていたが、姚紹だけは彼の才覚を見抜き、姚興へ言った。「慕容超の姿形は立派なもの。彼は狂人を装っているだけです。彼へ爵碌を与えて繋ぎ止めましょう」これを受けて姚興は慕容超を謁見したが、その席で、慕容超は的外れな事ばかり言った。会見後、姚興は「『見かけが立派なら、中身も備わっている』とゆう諺があるが、あれは誤りだな」と、姚紹に言った。その後、慕容超は解放された。

## 家庭

### 父
- 姚弋仲

### 兄弟
- 姚益
- 姚若
- 姚襄
- 姚萇
- 姚碩徳
- 姚緒
- 姚尹買
- 姚旻
- 姚晃
- 姚靖

### 子
- 姚讃